# اندیس بارکاه
بارکاه یک اندیس غیرفلزی است که در حوالی شهر سلطان آباد استان خراسان قرار دارد و مادهٔ معدنی موجود در آن، باریت است.  